# Bathyraja meridionalis
Bathyraja meridionalis es una especie de pez de la familia de los Rajidae en el orden de los Rajiformes.

## Morfología
Los machos pueden llegar a alcanzar los 120 cm de longitud total.

## Reproducción
Es ovíparo y las hembras ponen huevos envueltos en una cápsula córnea.

## Hábitat
Es un pez marino y de aguas profundas que vive hasta los 800 entre m de profundidad.

## Distribución geográfica
Se encuentra en el océano Atlántico suroccidental (la Argentina)

## Observaciones
Es inofensivo para los humanos.